# Oedaspis pauliani
Oedaspis pauliani är en tvåvingeart som först beskrevs av Munro 1952.  Oedaspis pauliani ingår i släktet Oedaspis och familjen borrflugor.
Artens utbredningsområde är Madagaskar. Inga underarter finns listade i Catalogue of Life.